# Bernard Etté

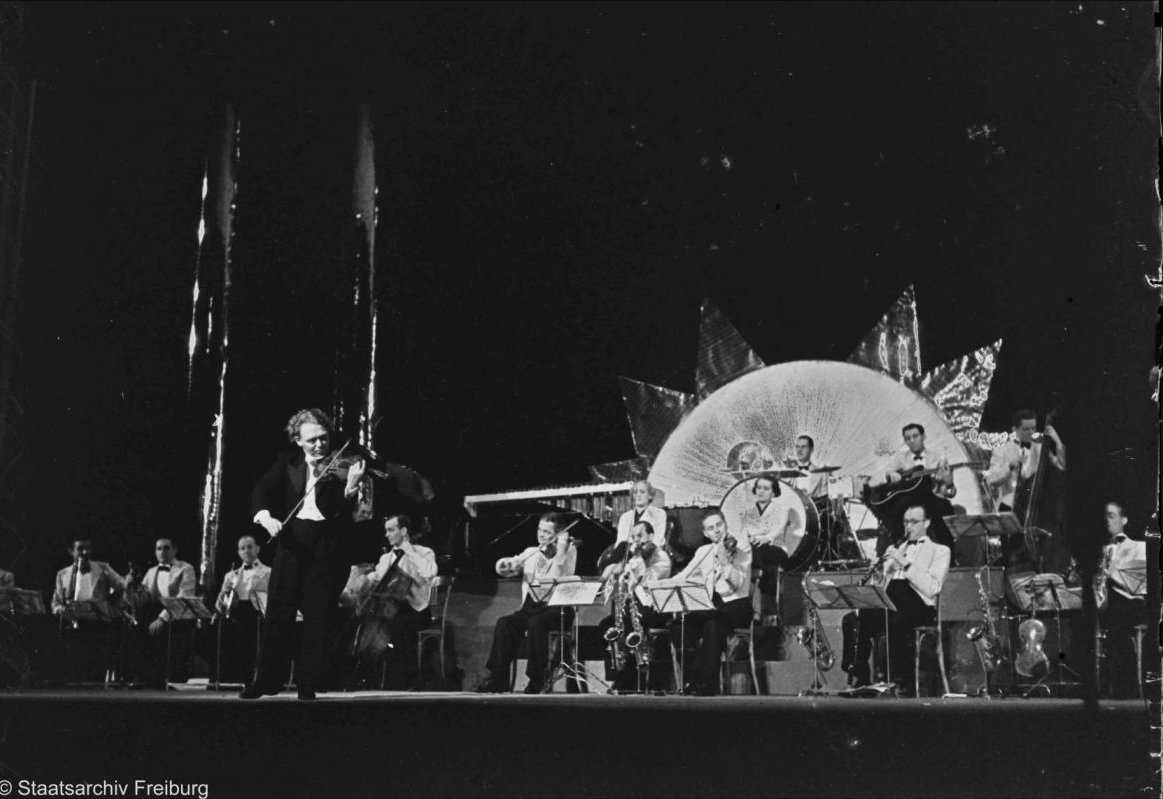
Scala di Berlino; Bernhard Ette con orchestra

Bernard Etté (Kassel, 13 settembre 1898 – Mühldorf am Inn, 26 settembre 1973) è stato un violinista, direttore d'orchestra di musica jazz e leggera tedesco.

## Biografia
Etté era figlio di un parrucchiere e studiò formalmente musica al Conservatorio Louis Spohr di Kassel. Inizialmente lavorò con Carl Robrecht come strumentista, suonando il piano e il banjo oltre al violino. All'inizio degli anni '20 mise insieme il proprio ensemble, che si stabilì a Berlino e si esibì alla radio all'inizio degli anni '20. Sempre negli anni '20 il gruppo registrò, spesso con musicisti americani in viaggio.
Durante gli anni '30, quando il Partito nazista salì al potere, Etté passò dal jazz alla musica leggera, dirigendo una grande orchestra; durante la seconda guerra mondiale suonò per i soldati feriti per conto del Nationalsozialistische Volkswohlfahrt nel 1940 e per i sorveglianti della prigione di Auschwitz nel 1944. Dopo la guerra si trasferì negli Stati Uniti e tentò una nuova carriera, ma non riuscì ad adattarsi ai nuovi stili stilistici. Tornò in Germania, guidando gruppi musicali per ritiri di lusso nelle Isole Frisone Orientali e gruppi di accompagnamento di schlager e operetta nella Germania centrale. Alla fine degli anni Cinquanta smise di suonare attivamente e visse i suoi ultimi anni in una casa di riposo.